# Sylvio Back
Sylvio Carlos Back (Blumenau, 22 de julho de 1937), é um cineasta, poeta, roteirista, escritor, jornalista e produtor brasileiro.
Além de filmes, tem editados livros, entre poesias, ensaios e os argumentos/roteiros de vários de seus filmes. Com 71 láureas nacionais e internacionais, Sylvio Back é um dos mais premiados cineastas do Brasil. Seu filme Lost Zweig teve ampla participação em festivais, levando vários prêmios. Entre os mais conhecidos, estão Aleluia Gretchen, de 1976, e a A guerra dos pelados, de 1970. Dois de seus filmes são biografias: de Lost Zweig e do poeta Cruz e Sousa.

## Biografia
Filho de imigrantes que vieram para o Brasil em 1935, o pai era judeu húngaro e a mãe alemã, nasceu em Blumenau em 1937. A década de 1940 a família mudou-se para o Paraná, onde moraram em Antonina, Paranaguá e Curitiba. Quando adolescente, trabalhou como bancário e foi editor do suplemento literário letras e/& artes do jornal Diário do Paraná. Em 1962, iniciou-se no cinema, produzindo curta-metragem e somente em 1968 lançou seu primeiro longa-metragem "Lance maior".
Durante a década de 1970, dedicou-se por completo as produções cinematográficas, desenvolvendo curtas, médias e longa metragens, como A Guerra dos Pelados, Aleluia Gretchen, Revolução de 30, além de documentários, como Curitiba: uma experiência em planejamento urbano. Em 1986, depois que mudou-se na a cidade do Rio de Janeiro, iniciou uma nova fase em sua vida, quando lançou seu primeiro livro O caderno erótico de Sylvio Back (uma coletânea de poesias), além do documentário Guerra do Brasil - Toda a Verdade sobre a Guerra do Paraguai, lançado em 1987.

## Filmografia
- 1964 - As moradas  (média-metragem)
- 1965 - Os imigrantes (curta-metragem)
- 1965 - Curitiba, amanhã (curta-metragem)
- 1966 - A grande feira (curta-metragem)
- 1966 - Festival (curta-metragem)
- 1966 - Vamos nos vacinar (curta-metragem)
- 1968 - Lance maior
- 1969 - Yndio do Brasil
- 1970 - A guerra dos pelados
- 1973 - A gaiola de ouro (média-metragem)
- 1974 - Curitiba: uma experiência em planejamento urbano (documentário)
- 1974 - O semeador  (curta-metragem)
- 1976 - Aleluia Gretchen
- 1976 - Teatro Guaíra  (curta-metragem)
- 1977 - Mulheres guerreiras (média-metragem)
- 1978 - Um Brasil diferente? (curta-metragem)
- 1978 - Crônica Sulina (média-metragem)
- 1979 - República Guarani (média-metragem)
- 1980 - Sete quedas (curta-metragem)
- 1980 - Revolução de 30
- 1981 - Jânio 20 anos depois
- 1981 - República Guarani
- 1981 - A araucária: memória da extinção (curta-metragem)
- 1982 - A escala do homem (curta-metragem)
- 1983 - Vida e sangue de polaco (média-metragem)
- 1984 - O auto-retrato de Bakun (média-metragem)
- 1987 - Guerra do Brasil
- 1990 - Rádio Auriverde
- 1992 - A babel da luz (curta-metragem)
- 1995 - Yndio do Brasil
- 1995 - Zweig: A morte em cena (média-metragem)
- 1998 - Cruz e Sousa - o poeta do desterro
- 2002 - Lost Zweig
- 2010 - O contestado - Restos mortais
- 2015 O Universo Graciliano (documentário)[14]

## Obra poética
- O Caderno Erótico de Sylvio Back (1986)
- Moedas da Luz (1988)
- A Vinha do desejo (1994)
- Yndio do Brasil (Poemas de Filme, 1995)
- boudoir (1999)
- Eurus (2004)

## Premiações
- Por A Guerra dos pelados:

"Prêmio de Qualidade", do Instituto Nacional de Cinema INC/71;
"Melhor filme brasileiro exibido em São Paulo/71" "Folha de S. Paulo";
Prêmio "Governador de São Paulo"/71;
Três prêmios para o elenco no 1º Festival de Cinema de Guarujá  SP/71;
"Menção Especial" na 2ª Semana Internacional do Filme de Autor em Málaga (Espanha);
Indicação para o Festival de Berlim (Al. Oc.)/71.
- Por A gaiola de ouro:

Prêmio no 1º Festival Nacional de Curta-metragem da Aliança Francesa (RJ);
Prêmio "Helena Silveira" e troféu "Amiga" para o "Melhor Programa de 1973".
- Por Um Brasil diferente?:

Prêmio "Melhor Filme de Turismo do Ano" (Embratur).
- Por Sete Quedas:

"Melhor roteiro" (1º lugar) no Concurso de Filmes sobre Turismo (Embratur-Embrafilme);
Prêmio "Filme Brasileiro de Curta-metragem", do Conselho Nacional de Cinema (Concine).
- Por A araucária: memória da extinção:

Prêmio Embrafilme na 15ª Mostra Internacional do Filme Científico/83;
Prêmio "Osiris", da FAO, no 13º Concurso Internacional do Filme Agrícola de Berlim/84 (Al. Oc.);
Prêmio "Filme Brasileiro de Curta-metragem", do Conselho Nacional de Cinema (Concine)/84.
- Por República Guarani:

"Melhor Roteiro" e "Melhor Trilha Sonora", no 15º Festival de Brasília/82;
Prêmio "São Saruê"/82 (Federação de Cineclubes do Rio de Janeiro);
"Melhor Documentário"/84 (Associação de Críticos Cinematográficos/MG);
"Menção Honrosa" no 2º Festival Latino-americano de Cinema dos Povos Indígenas/87 (RJ).
- Por A escala do homem:

Prêmio "Filme Brasileiro de Curta-metragem" da Fundação do Cinema Brasileiro/89.
- Por Vida e sangue de polaco:

"Melhor Fotografia" no 11º Festival de Gramado/83;
"Melhor Fotografia" e "Melhor Som" no 16º Festival de Brasília/83;
Indicação para o 6º Festival Internacional do Filme Etnográfico e Sociológico ("Cinéma du Réel"), Paris/84.
- Por O auto-retrato de Bakun:

"Prêmio Glauber Rocha" (Melhor Filme), na 13ª Jornada Brasileira de Curta-metragem (Cachoeira/BA)/84;
"Menção Especial do Júri" no 1º Festival Internacional de Cinema, Televisão e Vídeo do Rio de Janeiro/84;
Prêmio "Melhor Fotografia" no 1º Festival de Cinema de Caxambu/MG, 84.
- Por Guerra do Brasil:

"Prêmio Especial do Júri" no 3º Rio-cine Festival/87;
"Melhor Roteiro" no 1º Festival de Cinema de Natal (RN)/87;
"Melhor Cartaz" (João Câmara e Dulce Lobo) no 9º Festival Internacional del Nuevo Cine Latino Americano de Havana (Cuba)/87.
- Por A babel da luz:

"Melhor Filme" e "Melhor Montagem" no 25º Festival de Brasília;
"Melhor Curta-metragem de 92";
"Margarida de Prata" da CNBB (Conferência Nacional dos Bispos do Brasil).
- Por Yndio do Brasil:

"Melhor Documentário de Longa-metragem" na 22º Jornada Internacional de Cinema da Bahia/95;
"Melhor Documentário em Língua Portuguesa e Espanhola" no 26º Festival de Figueira da Foz (Portugal/96);
"Prêmio Especial do Júri" no 100º Fest Cine (Florianópolis-SC)/97;
Indicação para os festivais de Gramado, Havana, Uruguai, Santa Fé (Estados Unidos), Innsbruck (Áustria), Rotterdam (Holanda), Oslo (Noruega), Mar del Plata (Argentina), Fórum do Festival de Berlim (Alemanha) e Trieste (Itália).
- Por Lost Zweig:

"Melhor filme" e "Melhor direção" na 14ª edição do Cine Ceará - Festival Nacional de Cinema e Vídeo.